# Natalia Zhukova
Natalia Zhukova [en ucraniano: Наталія Олександрівна Жукова] (Dresde, Alemania, 5 de junio de 1979) es una ajedrecista ucraniana que tiene el título de Gran Maestro Femenino (WGM) desde 1996, y el de Gran Maestro absoluto (GM) desde mayo de 2010. Desde niña ganó varios títulos por edades, tanto de nivel europeo como mundial. Ha representado internacionalmente al equipo femenino de Ucrania desde 1996, cuando tenía 17 años, y ganó el campeonato femenino de Ucrania en su debut. Fue el primer tablero del equipo ucraniano campeón en la Olimpiada de ajedrez de Turín de 2006. Está casada con el Gran Maestro ruso Aleksandr Grisxuk. En el ranking de la Federación Internacional de Ajedrez (FIDE) de marzo de 2015 tenía un Elo de 2489 puntos, lo que la convertía en la jugadora número 3 de Ucrania, la 20.ª mejor jugadora del mundo, y el 55.º mejor jugador (absoluto, en activo) de Ucrania. Su máximo Elo fue de 2499 puntos, en la lista de mayo de 2010 (posición 919 en el ranking mundial absoluto).

## Primeros años
Zhukova obtuvo grandes éxitos en competición en edades infantiles y juveniles. Tenía apenas doce años cuando hizo su debut en el Campeonato de Europa de ajedrez de la juventud celebrado en Mamaia (Rumania) en 1991, en que ocupó las posiciones 3.ª-4.ª en categoría Sub-12 femenina, con 7½ de 11 puntos. Ganó el Campeonato de Europa Sub-14 femenino en Szombathely en 1993, con 7½ de 9 puntos y el Campeonato de Europa Sub-16 femenino en Băile Herculane en 1994, con 7 de 9 puntos. Ese mismo año se proclamó Campeona del mundo femenina Sub-16 en Szeged, también con 7 de 9. En 1996 fue segunda en el Campeonato del mundo Sub-20 femenino con 9 de 12 puntos y debutó en el nivel de torneos interzonales en Kishinev, donde, con 6½ sobre 13, quedó en la parte media de la tabla clasificatoria. Ese mismo año obtuvo el título de Maestro Internacional Femenino (WIM). Al año siguiente participó por vez primera en el Campeonato de Ucrania femenino, tenía 16 años, y era la mujer más joven de las participantes. Empató para los puestos 1.º-2.º con 6/10 puntos. En 1997 obtuvo el título de Gran Maestro Femenino (WGM).

## Trayectoria posterior
Zhukova ha protagonizado varios resultados notables en torneos internacionales. Empató para los puestos 1.º y 2.º en Belgrado en 1998 con 6/9 puntos, ganó el Torneo del Festival de la Mujer de Groningen en 1998, con 7/10 puntos. y en 1999 hizo lo propio con la Copa de la Unión Europea para la Mujer en Nova Gorica con 5½/7. Fue segunda en el Zonal femenino de Alushta de 1999 con 6½/9 puntos y al año siguiente ganó el I Campeonato de Europa (femenino) en Batumi, con 13/19 puntos. En 2015 repitió el título, y se proclamó campeona de Europa individual femenina en Georgia, por delante de Nino Batsiashvili y Alina Kashlinskaya.
En las olimpiadas de ajedrez, su excelente serie de resultados a tan corta edad hizo que fuera seleccionada para representar al equipo nacional de Ucrania ya en 1996. Zhukova ha participado, representando a su país, en siete olimpiadas de ajedrez femeninas, entre los años 1996 y 2008 (con un total de 43 puntos de 75 partidas, un 57,3%). En la edición de 1996 participó como Maestro Internacional Femenino, y a partir de 1998 como Gran Maestro Femenino. Ha obtenido un total de tres medallas, dos por equipos (oro en 2008 y plata en 2006), y una individual, de plata, por su actuación en el segundo tablero en la edición de 2008.